# Stergios Papachristos
Stergios Papachristos (griechisch Στεργιος Παπαχρηστος; * 26. Januar 1989 in Volos, Griechenland) ist ein ehemaliger griechischer Ruderer.

## Karriere
Papachristos begann im Jahr 2004 mit dem Rudersport und konnte von 2006 bis 2011 siebenmal in Nachwuchs-Altersklassen an internationalen Titelwettkämpfen teilnehmen. Bei den Weltmeisterschaften der unter 23-Jährigen wurde er 2006 bereits im Alter von 17 Jahren eingesetzt und er konnte mit Andreas Tilelis einen vierten Rang im Doppelzweier belegen. Im Juniorenbereich reichte es 2006 und 2007 dagegen nicht für Medaillenerfolge. Im U23-Bereich gewann er schließlich eine Goldmedaille mit Georgios Tziallas im Zweier ohne Steuermann 2009 und eine Bronzemedaille im Einer 2010.
Ab 2008 wurde Papachristos auch bei internationalen Wettkämpfen der offenen Altersklasse eingesetzt. Bei seiner Weltcuppremiere 2008 erreichte er im Einer lediglich einen 29. Rang, und auch seine erste EM-Teilnahme bei den europäischen Titelkämpfen 2008 in Athen geriet mit Platz 12 im Doppelzweier mit Ilias Pappas noch nicht zum Erfolg. Ab 2009 ruderte Papachristos im griechischen Vierer ohne Steuermann, bildete zunächst ein Team mit Ioannis Tsamis, Georgios Tziallas, und Pavlos Gavriilidis. Neben einem 10. Platz bei den Weltmeisterschaften in Posen gewann Papachristos in dieser Bootsklasse einen ersten EM-Titel bei den Europameisterschaften 2009 im belarussischen Brest.
Im Folgejahr wurde der Vierer umgebildet, für Gavriilidis und Tsamis rückten die Zwillinge Nikolaos und Apostolos Gountoulas in die Mannschaft, die jeweils Silbermedaillen bei Europa- und Weltmeisterschaften 2010 erringen konnte. 2011 wechselten die Gountoulas-Zwillinge in den Zweier-ohne, dafür rückten Georgios Tziallas und Ioannis Christou aus dem Zweier in den Vierer zu Papachristos und Tsilis auf. In dieser Besetzung wurde Papachristos mit dem griechischen Vierer erneut Europameister in Bulgarien und er gewann außerdem eine weitere WM-Silbermedaille bei den Welttitelkämpfen der vorolympischen Saison 2011 in Bled. Bei den Olympischen Sommerspielen 2012 in London belegte der griechische Vierer-ohne mit Papachristos, Tsilis, Tziallas und Christou Platz 4 mit einem Abstand von rund 4 Sekunden auf den Bronzerang. Papachristos beendete daraufhin seine Karriere als internationaler Ruderer.
Papachristos startete für den Verein OEA NAB Volos in seiner Heimatstadt. Bei einer Körperhöhe von 1,90 m betrug sein Wettkampfgewicht rund 88 kg.